# Тибетские административно-территориальные образования
Тибетские административно-территориальные образования — административно-территориальные образования (АТО) со статусом автономии или национальной территориальной единицы, расположенные в местах компактного проживания тибетцев. В настоящее время Тибетские АТО имеются только в Китае.

## Провинциальный уровень
- Тибетский автономный район (кит. упр. 西藏自治区, пиньинь Xīzàng Zìzhìqū, тиб. བོད་རང་སྐྱོང་ལྗོངས). Площадь — 1228,4 тыс. км². Население — 2,7 млн чел., в том числе тибетцы — 92,8 %.

## Окружной уровень
- Ганьсу
  - Ганьнань-Тибетский автономный округ (кит. упр. 甘南藏族自治州, пиньинь Gānnán Zàngzú Zìzhìzhōu, тиб. ཀན་ལྷོ་བོད་རིགས་རང་སྐྱོང་ཁུལ་). Площадь — 40,9 тыс. км². Население — 640 тыс. чел., в том числе тибетцы — 51,4 %.
- Сычуань
  - Гардзе-Тибетский автономный округ (кит. упр. 甘孜藏族自治州, пиньинь Gānzī Zàngzú Zìzhìzhōu, тиб. དཀར་མཛེས་བོད་རིགས་རང་སྐྱོང་ཁུལ་). Площадь — 151,1 тыс. км². Население — 897 тыс. чел., в том числе тибетцы — 78,4 %.
  - Нгава-Тибетско-Цянский автономный округ (кит. упр. 阿坝藏族羌族自治州, пиньинь Ābà Zàngzú Qiāngzú Zìzhìzhōu, тиб. རྔ་བ་བོད་རིགས་ཆ་བ༹ང་རིགས་རང་སྐྱོང་ཁུལ་). Площадь — 83,2 тыс. км². Население — 847 тыс. чел., в том числе тибетцы — 53,7 %.
- Цинхай
  - Голог-Тибетский автономный округ (кит. упр. 果洛藏族自治州, пиньинь Guǒluò Zàngzú Zìzhìzhōu, тиб. མགོ་ལོག་བོད་རིགས་རང་སྐྱོང་ཁུལ་). Площадь — 76,3 тыс. км². Население — 138 тыс. чел., в том числе тибетцы — 91,6 %.
  - Хайбэй-Тибетский автономный округ (кит. упр. 海北藏族自治州, пиньинь Hǎiběi Zàngzú Zìzhìzhōu, тиб. མཚོ་བཡྣང་བོད་རིགས་རང་སྐྱོང་ཁུལ་). Площадь — 39,4 тыс. км². Население — 259 тыс. чел., в том числе тибетцы — 24,1 %.
  - Хайнань-Тибетский автономный округ (кит. упр. 海南藏族自治州, пиньинь Hǎinán Zàngzú Zìzhìzhōu, тиб. མཚོ་ལྷོ་བོད་རིགས་རང་སྐྱོང་ཁུལ་). Площадь — 45,9 тыс. км². Население — 375 тыс. чел., в том числе тибетцы — 62,8 %.
  - Хайси-Монгольско-Тибетский автономный округ (кит. упр. 海西蒙古族藏族自治州, пиньинь Hǎixī Měnggǔzú Zàngzú Zìzhìzhōu, тиб. མཚོ་ནུབ་སོག་རིགས་ཆ་བོད་རིགས་རང་སྐྱོང་ཁུལ་, монг. ᠬᠠᠢᠰᠢ ᠶᠢᠨ ᠮᠣᠩᠭ᠋ᠣᠯ ᠲᠥᠪᠦᠳ ᠥᠪᠡᠷᠲᠡᠭᠡᠨ ᠵᠠᠰᠠᠬᠤ ᠵᠧᠤ). Площадь — 325,8 тыс. км². Население — 332 тыс. чел., в том числе тибетцы — 12,1 %.
  - Хуаннань-Тибетский автономный округ (кит. упр. 黄南藏族自治州, пиньинь Huángnán Zàngzú Zìzhìzhōu, тиб. རྨ་ལྷོ་བོད་རིགས་རང་སྐྱོང་ཁུལ་). Площадь — 17,9 тыс. км². Население — 215 тыс. чел., в том числе тибетцы — 66,3 %.
  - Юйшу-Тибетский автономный округ (кит. упр. 玉树藏族自治州, пиньинь Yùshù Zàngzú Zìzhìzhōu, тиб. ཡུལ་ཤུལ་བོད་རིགས་རང་སྐྱོང་ཁུལ་). Площадь — 188,8 тыс. км². Население — 297 тыс. чел., в том числе тибетцы — 97,2 %.
- Юньнань
  - Дечен-Тибетский автономный округ (кит. упр. 迪庆藏族自治州, пиньинь Díqìng Zàngzú Zìzhìzhōu, тиб. བདེ་ཆེན་བོད་རིགས་རང་སྐྱོང་ཁུལ་). Площадь — 23,9 тыс. км². Население — 353 тыс. чел., в том числе тибетцы — 33,1 %.

## Уездный уровень
- Ганьсу
  - Тяньчжу-Тибетский автономный уезд (кит. упр. 天祝藏族自治县, пиньинь Tiānzhù Zàngzú Zìzhìxiàn, тиб. ཐེན་ཀྲུའུ་བོད་རིགས་རང་སྐྱོང་ཁུལ) в городском округе Увэй. Площадь — 7,1 тыс. км². Население — 230 тыс. чел., в том числе тибетцы — 29,9 %.
- Сычуань
  - Мули-Тибетский автономный уезд (кит. упр. 木里藏族自治县, пиньинь Mùlǐ Zàngzú Zìzhìxiàn, тиб. མི་ལི་རང་སྐྱོང་རྫོང་) в Ляншань-Ийском автономном округе. Площадь — 13,3 тыс. км². Население — 130 тыс. чел., в том числе тибетцы — 32,4 %.

## Волостной уровень

### Ганьсу
- городской округ Луннань
  - район Уду
    - Моба-Тибетская национальная волость
    - Пинъя-Тибетская национальная волость

  - уезд Вэньсянь
    - Телоу-Тибетская национальная волость

  - уезд Таньчан
    - Синьчэнцзы-Тибетская национальная волость
- городской округ Чжанъе
  - Сунань-Югурский автономный уезд
    - Мати-Тибетская национальная волость
    - Цзифэн-Тибетская национальная волость

### Сычуань
- городской округ Мяньян
  - уезд Пинъу
    - Байма-Тибетская национальная волость (白马藏族乡)
    - Мупи-Тибетская национальная волость (木皮藏族乡)
    - Муцзо-Тибетская национальная волость (木座藏族乡)
    - Сыэр-Тибетская национальная волость (泗耳藏族乡)
    - Хуанъянгуань-Тибетская национальная волость (黄羊关藏族乡)
    - Хуя-Тибетская национальная волость (虎牙藏族乡)

  - Бэйчуань-Цянский автономный уезд
    - Таолун-Тибетская национальная волость (桃龙藏族乡)
- городской округ Яань
  - уезд Баосин
    - Цяоци-Тибетская национальная волость (硗碛藏族乡)

  - уезд Ханьюань
    - Сяобао-Тибетско-Ийская национальная волость (小堡藏族彝族乡)

  - уезд Шимянь
    - Вацзяо-И-Тибетская национальная волость (挖角彝族藏族乡)
    - Село-Тибетская национальная волость (蟹螺藏族乡)
    - Синьминь-Тибетско-Ийская национальная волость (新民藏族彝族乡)
    - Сяньфэн-Тибетская национальная волость (先锋藏族乡)
    - Цаокэ-Тибетская национальная волость (草科藏族乡)
- Ляншань-Ийский автономный округ
  - уезд Мяньнин
    - Хэай-Тибетская национальная волость (和爱藏族乡)

  - уезд Юэси
    - Баоань-Тибетская национальная волость (保安藏族乡)

### Цинхай
- городской округ Синин
  - уезд Хуанчжун
    - Цуньцзя-Тибетская национальная волость (群加藏族乡)

  - уезд Хуанъюань
    - Жиюэ-Тибетская национальная волость (日月藏族乡)

  - Датун-Хуэй-Туский автономный уезд
    - Сянхуа-Тибетская национальная волость (向化藏族乡)
    - Шобэй-Тибетская национальная волость (朔北藏族乡)
- округ Хайдун
  - уезд Лэду
    - Сяин-Тибетская национальная волость (下营藏族乡)
    - Чжунба-Тибетская национальная волость (中坝藏族乡)

  - Миньхэ-Хуэй-Туский автономный уезд
    - Синэр-Тибетская национальная волость (杏儿藏族乡)

  - Сюньхуа-Саларский автономный уезд
    - Вэнду-Тибетская национальная волость (文都藏族乡)
    - Ганча-Тибетская национальная волость (岗察藏族乡)
    - Даовэй-Тибетская национальная волость (道帏藏族乡)
    - Галэн-Тибетская национальная волость (尕楞藏族乡)

  - Хуалун-Хуэйский автономный уезд
    - Сюнсянь-Тибетская национальная волость (雄先藏族乡)
    - Тацзя-Тибетская национальная волость (塔加藏族乡)
    - Цзиньюань-Тибетская национальная волость (金源藏族乡)
    - Чафу-Тибетская национальная волость (查甫藏族乡)

  - Хучжу-Туский автономный уезд
    - Бацза-Тибетская национальная волость (巴扎藏族乡)
    - Сундо-Тибетская национальная волость (松多藏族乡)